# داحسية
الداحسية أو الدَّاحوسية أو حُرْبُط أو حشيشة الداحس (الاسم العلمي:Paronychia) هي جنس من النباتات تتبع الفصيلة القرنفلية من رتبة القرنفليات.

## من أنواع نبات الداحسية الواطنة فيالوطن العربي
1. الداحسية الأردنية (باللاتينية: Paronychia jordanica) في بلاد الشام
2. الداحسية بطباطية الأوراق (باللاتينية: Paronychia polygonifolia) في المغرب العربي وجنوب أوروبا
3. داحسية رؤيسية (باللاتينية: Paronychia capitata) في بلاد الشام ومصر والمغرب العربي وبعض مناطق حوض البحر الأبيض المتوسط
4. الداحسية الشوكية (باللاتينية: Paronychia echinulata) في بلاد الشام
5. الداحسية العربية (باللاتينية: Paronychia arabica ) في الجزيرة العربية وبلاد الشام ومصر والمغرب العربي
6. الداحسية الفضية (باللاتينية: Paronychia argentea) في بلاد الشام
7. الداحسية الفلسطينية (باللاتينية: Paronychia palaestina) في بلاد الشام
8. الداحسية كبيرة الكأسيات (باللاتينية: Paronychia macrosepala) في بلاد الشام
9. الداحسية المطرية (باللاتينية: Paronychia amani) في بلاد الشام وتركيا
10. داحسية مغربية (باللاتينية: Paronychia maroccana) في المغرب العربي

## من أنواع الداحسية الأخرى
- داحسية ألبانية
- داحسية أليفة الجبال
- داحسية أمريكية
- داحسية أنديزية
- داحسية برازيلية
- داحسية بوغوتية
- داحسية بيروفية
- داحسية تشيلية
- داحسية كردية
- داحسية جسرية
- داحسية جونستونية
- داحسية جيمسية
- داحسية حزمية
- داحسية دروموندية
- داحسية ريشنجيرية
- داحسية ريشية
- داحسية سينائية
- داحسية شجيرية
- داحسية صغيرة الأوراق
- داحسية طوروسية
- داحسية عديسية
- داحسية عذرية
- داحسية عمودية
- داحسية كابريرية
- داحسية كنارية
- داحسية كندية
- داحسية لاطئة الأزهار
- داحسية لندهايمرية
- داحسية مألوفية
- داحسية مزدحمة
- داحسية مقدونية
- داحسية مكسيكية
- داحسية ملتفة
- داحسية منتصبة
- داحسية منخفضة
- داحسية هلبية
- داحسية واسعة
- داحسية وبيربورية
- داحسية وسادية